# MAN WITH A "B-SIDES & COVERS" MISSION
『MAN WITH A "B-SIDES & COVERS" MISSION』（マン・ウィズ・ア・ビーサイド・アンド・カバーズ・ミッション）は、MAN WITH A MISSIONの2作目のコンピレーション・アルバム。2020年4月1日にSony Music Records（Sony Music Labels）から発売された。

## 概要
- 前作『Beef Chicken Pork』から約6年2ヶ月振りのリリース[注 1]。
- CDは通常盤の1形態で発売。
- MAN WITH A MISSION結成10周年記念アルバム第1弾。
- 過去10年間に発表したシングルのB面曲のうち、アルバム未収録の楽曲とカバー曲のほか、新曲として初のドキュメンタリー映画「MAN WITH A MISSION THE MOVIE -TRACE the HISTORY-」の主題歌「The Victors」を収録[4]。

## 収録曲
1. The Victors
  - 新曲
  - 音楽ドキュメンタリー映画『MAN WITH A MISSION THE MOVIE -TRACE the HISTORY-』主題歌[5]
  - 広島ホームテレビスポーツ応援キャンペーン「勝ちグセ。」テーマ曲
  - 後に2022年5月25日発売の7thオリジナルアルバム『Break and Cross the Walls II』にも収録される。
2. STELLA
作詞・作曲：Jean-Ken Johnny / 編曲：MAN WITH A MISSION, 大島こうすけ
  - 5thシングルカップリング
3. Green-Tinted Sixties Mind
  - 3rdシングルカップリング
  - アメリカのバンド、MR. BIGの「Green-Tinted Sixties Mind」のカバー
4. アカツキ
作詞・作曲：Jean-Ken Johnny
  - 2ndシングルカップリング
5. super stomper feat. MAN WITH A MISSION
作詞・作曲：TAKUMA / 編曲：MAN WITH A MISSION、大島こうすけ
  - 10-FEETの2ndコラボレーションアルバム『6-feat 2』収録曲
  - 10-FEETの12thシングルの、10-FEETとのコラボレーションによるカバー
6. ワビ・サビ・ワサビ
作詞：Kamikaze Boy, Jean-Ken Johnny / 作曲：Kamikaze Boy / 編曲：MAN WITH A MISSION
  - 1stシングルカップリング
7. あの鐘を鳴らすのはあなた
  - 和田アキ子トリビュートアルバム『アッコがおまかせ 〜和田アキ子50周年記念トリビュート・アルバム～』収録曲
  - 和田アキ子の11thシングルのカバー
8. The Cure
作詞・作曲：Jean-Ken Johnny / 編曲：MAN WITH A MISSION、Don Gilmore、大島こうすけ
  - 「MAN WITH A MISSION×Zebrahead」名義のスプリットEP『Out of Control』収録曲
  - 映画『新宿スワン』挿入歌
9. Mr. Bad Mouth
作詞・作曲：Jean-Ken Johnny, ショウン・ロペス / 編曲：MAN WITH A MISSION, ショウン・ロペス
  - 8thシングルカップリング
10. Chasing Sunrise
作詞：Jean-Ken Johnny / 作曲：Jean-Ken Johnny、Tokyo Tanaka
  - 2ndミニアルバム『Trick or Treat e.p.』収録曲
11. Reiwa feat. milet
作詞：Kamikaze Boy、Jean-Ken Johnny　作曲：Kamikaze Boy　編曲：MAN WITH A MISSION、中野雅之
  - 11thシングルカップリング
  - ゲストボーカルとして、シンガーソングライターのmiletが参加している。
12. Brave It Out
作詞：Jean-Ken Johnny /作曲：Jean-Ken Johnny, DJ Santa Monica / 編曲：MAN WITH A MISSION、中野雅之
  - 7thシングルカップリング
  - スーパーラグビー ヒト・コミュニケーションズ「サンウルブズ」2017年公式テーマソング
13. The Anthem
作詞・作曲：Jean-Ken Johnny, ショウン・ロペス / 編曲：MAN WITH A MISSION, ショウン・ロペス
  - 9thシングルカップリング
  - Microsoft「『きっと、ナニモノにだってなれるんだ。』 Surface meets MAN WITH A MISSION」テーマソング
14. スターライト・シンドローム
作詞・作曲：Jean-Ken Johnny
  - 10thシングルカップリング
15. Falling
作詞：Kamikaze Boy、Jean-Ken Johnny　作曲：Kamikaze Boy　編曲：MAN WITH A MISSION、大島こうすけ
  - 4thシングルカップリング
  - 資生堂「ザ・コラーゲン」CMソング